# جائزة موناكو الكبرى 1999
جائزة موناكو الكبرى 1999 هو سباق فورمولا 1 أقيم بتاريخ 16 مايو 1999 في مونت كارلو. كان الرابع من أصل 16 في بطولة العالم لسباقات الفورمولا واحد موسم 1999. حلّ الألماني مايكل شوماخر أولا بينما جاء البريطاني إدي إيرفين في المركز الثاني وحصل على المركز الثالث الفنلندي ميكا هاكينن.